# 丁雄军
丁雄军（1974年8月—），汉族，湖北崇阳人，全日制教育博士研究生学历，武汉大学高分子化学与物理专业毕业。中国共产党党员。中华人民共和国政治人物。

## 生平
曾任贵州省能源局党组书记、局长、中国贵州茅台酒厂（集团）有限责任公司党委委员、书记，董事、董事长，贵州茅台酒股份有限公司董事长。2024年4月29日，任贵州省市场监督管理局（贵州省知识产权局）党组书记、局长。
2025年1月2日，因涉嫌严重违纪违法，接受贵州省纪委监委纪律审查和监察调查。同月16日，被免去贵州省市场监督管理局（贵州省知识产权局）局长职务。